# Motorwagenfabrik Hüttis & Hardebeck
Die Motorwagenfabrik Hüttis & Hardebeck war ein deutscher Nutzfahrzeug- und Automobilhersteller, der von 1906 bis 1907 in Aachen ansässig war.
Gebaut wurden Lastkraftwagen und Personenwagen mit 10 PS, 24 PS und 28 PS Leistung.
Ende 1907 wurde der Betrieb von der Scheibler Automobil-Industrie GmbH übernommen, wobei fortan unter der geänderten Firma MULAG nur noch LKW produziert wurden. Mit dem Ankauf und der Spezialisierung versprach sich Scheibler, aus seit 1905 bestehenden wirtschaftlichen Schwierigkeiten herauszukommen. Der Name Hüttis & Hardebeck spielte danach im Automobilbau keine Rolle mehr.